# Annija Sabule
Annija Keita Sabule (* 20. April 1997 in Riga) ist eine lettische Biathletin und Skilangläuferin, die seit 2020 im Biathlon-Weltcup startet.

## Sportliche Laufbahn

### Skilanglauf
Ihr Debüt bei einem von der FIS organisierten Langlaufwettkampf gab Annija Sabule bereits 2014 bei den lettischen Meisterschaften, nach weiteren sporadischen Auftritten nahm sie 2018 erstmals am Rollerski-Weltcup teil, belegte in Madona aber den letzten Platz. Im Winter 2021/22 startete die Lettin bei einigen Rennen im Slavic-Cup, weiterhin lief sie einige FIS-Rennen und siegte in eher schwach besetzten Wettkämpfen in Lettland und Litauen dreimal. Im Rahmen des Rollerski-Weltcup 2022 belegte sie in Madona einen vierten Platz, im Jahr darauf startete sie ohne nennenswertes Ergebnis bei den Militär-Skiweltmeisterschaften.

### Biathlon
Sabule startete ab 2015 auch bei Wettkämpfen im Biathlon und nahm zunächst ausschließlich an Wettkämpfen auf Juniorenebene teil, wobei sie bei sämtlichen Jugend- und Juniorenweltmeisterschaften gute Resultate verpasste. Im November 2018 gab sie in Idre ihr Debüt im IBU-Cup, klassierte sich aber auch auf dieser Ebene in den Ergebnislisten durchgehend im Hinterfeld. Anfang 2020 nahm die Lettin an ihren ersten Europameisterschaften teil, am Jahresende folgten die ersten Weltcuprennen, wobei Sabule im Sprint von Kontiolahti durchaus überraschend als 69. den Verfolgungswettkampf recht knapp verpasste. Bei ihren ersten Weltmeisterschaften resultierten ein 99. und ein 86. Rang sowie Platz 22 mit Sanita Buliņa, Inese Golubeva und Baiba Bendika im Staffelrennen. Ihr bis dato bestes Weltcupergebnis in einem Individualrennen erzielte Sabule im März 2022 als 65. des Sprintrennens in Otepää, wobei das Teilnehmerfeld hier auf etwa 80 Athletinnen reduziert war. Anfang 2023 gewann sie in Osrblie als 33. des Sprints erstmals Ranglistenpunkte im IBU-Cup, nahm aber im Saisonverlauf an vergleichsweise wenigen Wettkämpfen teil. Ihr bestes Resultat in einem Weltcuprennen konnte die Lettin im Winter 2023/24 einstellen, als sie in Oslo im Einzel Rang 65 belegte. Stark präsentierte sie sich bei den Sommerbiathlon-Weltmeisterschaften 2024, in deren Verlauf sie im Sprint bei fast 70 Athletinnen Rang 16 belegte, dabei in der reinen Kurszeit unter anderem Tilda Johansson und Tuuli Tomingas hinter sich ließ und dieses Ergebnis mit Platz 13 im Massenstart bestätigte.
In der Saison 2024/25 startete Sabule zunächst im Weltcup, wurde aber nach unterdurchschnittlichen Platzierungen schon Mitte Dezember in den IBU-Cup versetzt. Dort erreichte sie im März 2025 in Otepää Rang 21 im verkürzten Einzel und damit ihr bestes Ergebnis auf dieser Ebene.

## Persönliches
Sabule lebt in Priekuļi im Norden Lettlands.

## Statistiken

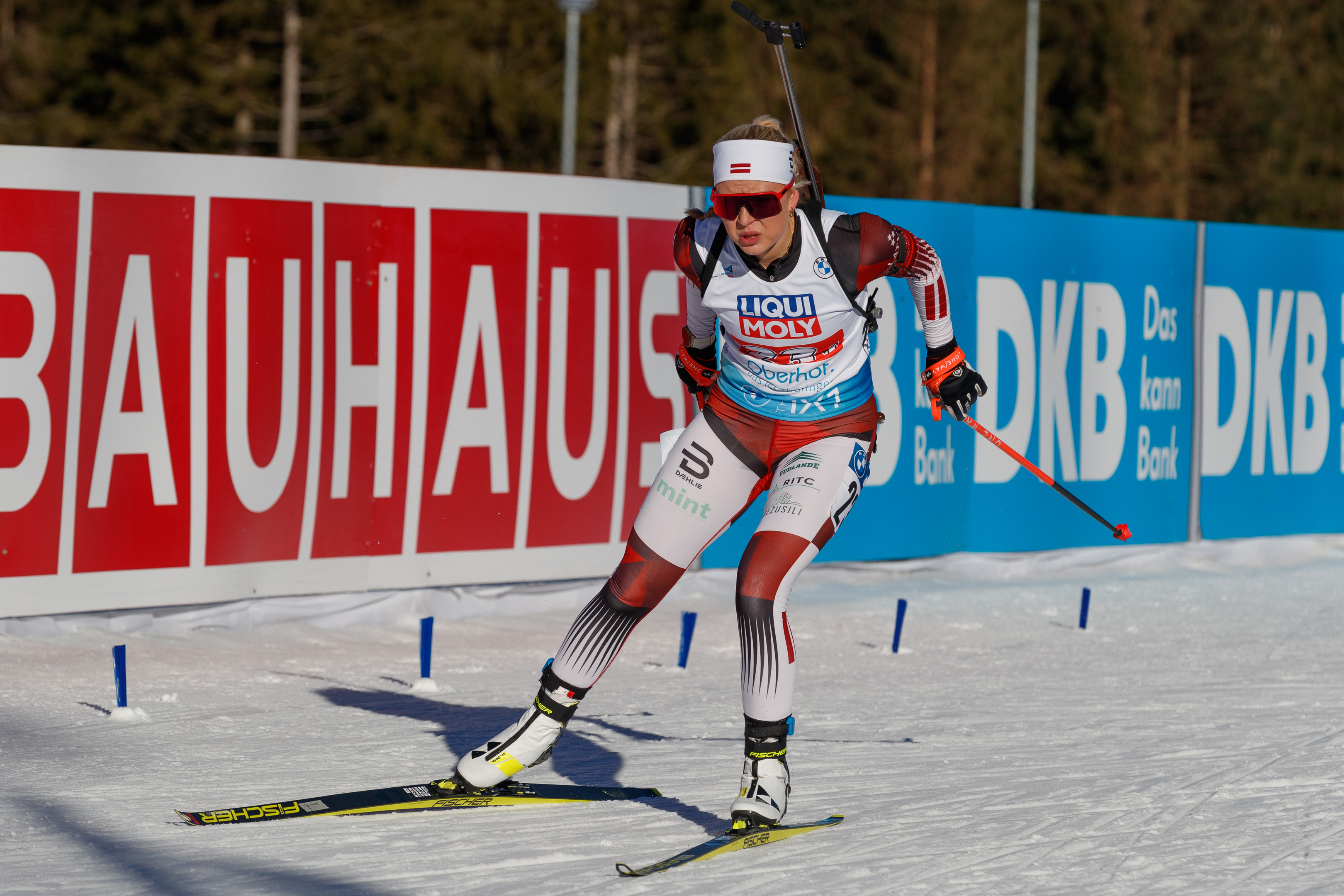
Sabule während des Mixedstaffelrennens bei der WM 2023

### Weltcupplatzierungen
Die Tabelle zeigt alle Platzierungen (je nach Austragungsjahr einschließlich Olympische Spiele und Weltmeisterschaften).
- 1.–3. Platz: Anzahl der Podiumsplatzierungen
- Top 10: Anzahl der Platzierungen unter den ersten zehn (einschließlich Podium)
- Punkteränge: Anzahl der Platzierungen innerhalb der Punkteränge (einschließlich Podium und Top 10)
- Starts: Anzahl gelaufener Rennen in der jeweiligen Disziplin
- Staffel: inklusive Mixed- und Single-Mixed-Staffeln

| Platzierung               | Einzel | Sprint | Verfolgung | Massenstart | Staffel | Gesamt |
| ------------------------- | ------ | ------ | ---------- | ----------- | ------- | ------ |
| 1. Platz                  |        |        |            |             |         |        |
| 2. Platz                  |        |        |            |             |         |        |
| 3. Platz                  |        |        |            |             |         |        |
| Top 10                    |        |        |            |             |         |        |
| Punkteränge               |        |        |            |             | 13      | 13     |
| Starts                    | 9      | 19     |            |             | 13      | 41     |
| Stand: Saisonende 2024/25 |        |        |            |             |         |        |

### Biathlon-Weltmeisterschaften
Ergebnisse bei den Weltmeisterschaften:
| Weltmeisterschaften | Weltmeisterschaften | Einzelwettbewerbe | Einzelwettbewerbe | Einzelwettbewerbe | Einzelwettbewerbe | Staffelwettbewerbe | Staffelwettbewerbe | Staffelwettbewerbe |
| Jahr                | Ort                 | Einzel            | Sprint            | Verfolgung        | Massenstart       | Damenstaffel       | Mixedstaffel       | S.-M.-Staffel      |
| ------------------- | ------------------- | ----------------- | ----------------- | ----------------- | ----------------- | ------------------ | ------------------ | ------------------ |
| 2021                | Pokljuka            | 86.               | 99.               | –                 | –                 | 22.                | –                  | –                  |
| 2023                | Oberhof             | –                 | –                 | –                 | –                 | –                  | 25.                | –                  |
| 2024                | Nové Město          | 73.               | 79.               | –                 | –                 | 15.                | 19.                | –                  |

### Jugend-/Juniorenweltmeisterschaften
Sabule nahm bis 2016 an den Jugend-, ab 2017 an den Juniorenwettkämpfen teil.
| Weltmeisterschaften | Weltmeisterschaften | Einzelwettbewerbe | Einzelwettbewerbe | Einzelwettbewerbe | Damenstaffel |
| Jahr                | Ort                 | Einzel            | Sprint            | Verfolgung        | Damenstaffel |
| ------------------- | ------------------- | ----------------- | ----------------- | ----------------- | ------------ |
| 2015                | Minsk               | 49.               | 77.               | –                 | 14.          |
| 2016                | Cheile Grădiștei    | 63.               | 72.               | –                 | 19.          |
| 2017                | Osrblie             | DNF               | DNS               | –                 | –            |
| 2018                | Otepää              | 67.               | 65.               | –                 | DNS          |
| 2019                | Osrblie             | 76.               | 81.               | –                 | 20.          |